# پاملا جیلز (ورزشکار)
پاملا جیلز (انگلیسی: Pamela Jiles؛ زادهٔ february ۱۵, ۱۹۵۴ (۷۱ سال)) ورزشکار دو و میدانی اهل ایالات متحده آمریکا است.
وی در مسابقات کشوری و بین‌المللی در مجموع برندهٔ ۲ مدال طلا، ۱ مدال نقره شده‌است.